# Gioachimo Alberti
Gioachimo Alberti (* 1595 in Bormio; † 1673) war ein Podestà und Hauptmann der Volksmilizen während der Bündner Wirren. Als gläubiger Katholik gehörte er zu den Anhängern und Verfechtern des Österreichischen Reichskreises. 1632 erhielt er von Ferdinand II. den Adelstitel.

## Herkunft und Leben
Alberti entstammte einer alten, angesehenen Familie. Bormio, heute Hauptort des oberen Veltlins, liegt auf 1200 Meter in einem Talkessel am Fuß mehrerer, 2500 bis 3500 Meter hoher Berge. Vor allem das nach Norden gerichtete Tal der Adda stellt einen wichtigen Alpenübergang dar. 1620/21 spitzten sich die Konflikte zwischen den Religionsparteien zu und unmittelbar in seinem Heimatort kam es zu blutigen Kampfhandlungen. Nicht nur die Truppen unter dem Hugenotten-Anführer Henri II. de Rohan inhaftierten und traktierten ihn, auch von Bündnern und Österreichischen Truppen wurde er verfolgt und verhaftet.
Im Alter schrieb er über diesen Konflikt das Drama Antichità di Bormio, das zeitlich weit über das eigentliche Ereignis hinausgeht und im Grunde eine Art «Dorfgeschichte» darstellt, die mit vielen Quellen ausgestattet ist, 1639 aber abbricht. Die letzten Jahre ab 1616 wirken auf den Leser entgegen der vorherigen Leistung seines Werkes eher anekdoten- und memoirenhaft. Seine Gesinnung tritt überdeutlich hervor. Die Demokratie, die in Graubünden Einzug erhalten hat und die nun droht, auch in seiner Region Fuß zu fassen, lehnt er ab, wie alle Geschichtsschreiber dieser Zeit. «Für die Gebildeten ist die vernünftige Staatsform die Monarchie oder die Aristokratie; Bünden erscheint als unerträglicher Sonderfall.» Er hofft weiterhin auf die Befreiung durch Österreich-Spanien, die aber nicht mehr erfolgte. Durch den Umfang seines Werkes geht die Bedeutung weit über das Addatal hinaus. 1890 erschien in Como eine neu herausgegebene Abschrift dieses Dramas. Ernst Hafter hob in der Veröffentlichung Eine neue Quelle für die Geschichte des Bündner wirren im XVII. Jahrhundert die Bedeutung dieser Schrift, die sich heute im Staatsarchiv Graubünden befindet, besonders hervor.